# Folgueroles
Folgueroles (em catalão e oficialmente) ou Folgarolas (em castelhano) é um município da Espanha na comarca de Osona, província de Barcelona, comunidade autónoma da Catalunha. Tem 10,5 km² de área e em 2021 tinha 2 269 habitantes (densidade: 216,1 hab./km²).

## Demografia
| Variação demográfica do município entre 1991 e 2004[carece de fontes?] | Variação demográfica do município entre 1991 e 2004[carece de fontes?] | Variação demográfica do município entre 1991 e 2004[carece de fontes?] | Variação demográfica do município entre 1991 e 2004[carece de fontes?] |
| ---------------------------------------------------------------------- | ---------------------------------------------------------------------- | ---------------------------------------------------------------------- | ---------------------------------------------------------------------- |
| 1991                                                                   | 1996                                                                   | 2001                                                                   | 2004                                                                   |
| 1160                                                                   | 1322                                                                   | 1693                                                                   | 1833                                                                   |